# Casa Lleó Morera
La Casa Lleó Morera è un edificio modernista dell'architetto Lluís Domènech i Montaner situato al numero 35 di Passeig de Gràcia a Barcellona. Il progetto fu una commissione fatta nel 1902 da Francesca Morera per ristrutturare la vecchia casa Rocamora costruita nel 1864. Quando morì nel 1904, suo figlio Albert Lleó i Morera continuò il lavoro e diede il nome all'edificio. Il lavoro fu completato il 10 marzo 1905.
È uno dei tre edifici di grandi architetti modernisti - Gaudí, Puig i Cadafalch, Domènech i Montaner - che fanno parte della cosiddetta Manzana de la Discordia, insieme a Casa Batlló e Casa Amatller. La Casa Lleó i Morera è l'unica ad aver vinto il premio nel concorso annuale per edifici artistici assegnato dal Comune di Barcellona, nell'edizione del 1906.
È un'opera modernista che Lluís Permanyer ha descritto come "un Palau de la Música Catalana in scala ridotta" e alla cui decorazione parteciparono numerosi artigiani come Mario Maragaliano e Lluís Bru per i mosaici, Antoni Serra i Fiter per le ceramiche, Antoni Rigalt i Blanch alle vetrate e Gaspar Homar e Josep Pey per il mobilio interno.
L'architetto Óscar Tusquets, negli anni Ottanta, si incaricò del restauro del resto dell'edificio, restituendo i pinnacoli e il tempietto nella parte superiore, che aveva subito gravi ferite a causa del fuoco delle mitragliatrici durante la guerra civile spagnola del 1936.
È proprietà privata, il primo piano della casa è visitabile con guida (in inglese, spagnolo o catalano).

## Storia

### Edificio originale
Il 20 febbraio 1864 Joan Mumbrú i Bordas e sua moglie Lluïsa Sagristà i Figueras acquistarono il sito dell'edificio dalla Sociedad de Foment del Ensanche e il 15 luglio dello stesso anno ottennero la licenza edilizia per costruire un edificio di tre piani, a piano terra e mezza terrazza, che fu costruito dal capomastro Joaquim Sitjas. L'edificio era gemello di quello che occupa l'altra metà dell'angolo con facciata sulla via Consell de Cent. Fu ereditata dai suoi figli: Josep, Antònia e Joan Mumbrú i Sagristà. Il 1º agosto 1894 fu venduto ad Antonio Morera i Busó per 285.000 pesetas e passò alla moglie Francesca Morera i Ortiz.

### Progetto di trasformazione
Il trasferimento per eredità a Francesca Morera ebbe luogo il 16 febbraio 1902 e fu valutato 245.000 pessetes. La signora Morera commissionò la trasformazione modernista dell'edificio a Lluís Domènech i Montaner, che la terminò nel 1905. I lavori furono eseguiti in due fasi. La prima, con una licenza concessa il 4 giugno 1902, consisteva in alterazioni interne che modificavano la distribuzione. La seconda fase consisteva nella ristrutturazione della facciata, che la signora Morera richiese al Comune di Barcellona il 17 luglio 1903. Il progetto ha superato di nove metri l'altezza massima edificabile, che nel caso dell'Eixample di Barcellona era di 22 metri, anche se è stato accettato applicando un'interpretazione delle ordinanze comunali sulle corone decorative degli edifici. C'era una discrepanza per quanto riguarda il costo delle tasse che, dopo la presentazione di un reclamo, fu risolto a favore dei proprietari nel novembre 1904.

### Proprietari e attività commerciali
Francesca Morera, che aveva ereditato l'edificio da suo zio, morì il 10 dicembre 1904, e lo lasciò in eredità al suo unico figlio Albert Leon Morera, tranne il piano nobile che lasciò usufrutto a vita, alla nipote Francesca Lleó i Puiguriguer. Il 22 dicembre 1929 Albert Lleó Morera morì e la proprietà passò nelle mani di sua moglie Olinta de Puiguriguer i Palmarola e di suo figlio, Albert Lleó i Puiguriguer.
La casa rimase nelle mani della famiglia fino al 1943, quando l'edificio fu venduto per 3 milioni di pesetas alla compagnia di assicurazioni Sociedad Mercantil Bilbao.
L'assicuratore Bilbao mantenne la proprietà fino al 28 ottobre 1986 quando fu venduta per 240 milioni di pesetas alla Mutualidad General de Previsión Social de la Abogacía di Madrid.
Nel 1998 fu venduta al Grupo Planeta, e nel 2006 al Grup Núñez i Navarro.

### Restauri
Il fatto che la famiglia abbia mantenuto la proprietà per tre generazioni, ha favorito il mantenimento delle caratteristiche più distintive all'interno dell'edificio, come i delicati elementi ornamentali dalle linee sinuose ispirate alla natura, che si sviluppano con una grande varietà di materiali grazie all'intervento di maestri e artigiani.
Tuttavia, e forse perché era considerata una delle migliori opere moderniste grazie all'intenso contributo artistico dei migliori artigiani dell'epoca, cadde vittima dell'odio che i noucentisti professavano verso lo stile predecessore. Nel 1943, Pablo Loewe rilevò il piano terra per creare la boutique di moda che esiste ancora oggi, e commissionò al decoratore madrileno Francisco Ferrer Bartolomé un progetto poco rispettoso della facciata e degli interni del piano terra. I lavori furono eseguiti dalla Constructora Ribas i Pradell e il proprietario, Damià Ribas, chiese al suo amico architetto Raimon Duran i Reynals di firmare il progetto di ristrutturazione, poiché aveva bisogno di un architetto responsabile. Il risultato fu la perdita definitiva delle facciate moderniste; e le sculture delle signore moderniste con giardini al piano terra, opera di Arnau, furono distrutte contemporaneamente con un piccone sulla stessa finestra. Le cime furono recuperate dal proprietario della tenuta, che in seguito le vendette a Salvador Dalí, che le collocò sul muro del cortile del suo Teatro-Museo di Figueres. Nel 1967 furono eseguiti nuovi lavori all'interno del piano terra, che distrussero tutti gli elementi decorativi originali progettati da Domènech i Montaner.
Nel 1987, la Mutualidad de Previsión Social de la Abogacía incaricò l'architetto Òscar Tusquets di restaurare l'edificio, e i pinnacoli e il tempio del cornicione, che erano stati gravemente danneggiati dal fuoco delle mitragliatrici durante la guerra civile spagnola, furono restaurati. La trasformazione del piano terra non ha potuto essere affrontata in quell'occasione a causa del rifiuto del negoziante che lo occupava. Tuttavia, il progetto di restauro degli architetti Carles Bassó e Òscar Tusquets ricevette un premio dal Comune di Barcellona, che fece molta pressione sul proprietario del piano terra. Il restauro delle vetrate di Rigalt fu eseguito dagli artisti vetrai Joan Serra e Dolors Guixà del laboratorio Art del Vitrall di Sabadell.
Nel 1992, il piano terra fu parzialmente recuperato - colonne e capitelli - quando il negozio Loewe volle effettuare dei lavori all'interno dei locali e il Comune di Barcellona lo condizionò al recupero della facciata. In questa occasione furono recuperati i leoni e i fiori di gelso originali che decoravano l'ingresso, alludendo ai nomi degli antichi proprietari.
Dopo il passaggio di proprietà a Núñez i Navarro, fu elaborato un piano di ristrutturazione e conservazione basato su un dettagliato studio artistico dell'immobile, un'analisi strutturale degli interni e un esame cromatico della facciata, che fu completato nel 2008.

## Edificio
L'edificio occupa un terreno irregolare, poiché si trova in un angolo dell'Eixample di Barcellona con la facciata divisa in due parti di dimensioni diverse. Nella struttura dell'edificio originale, c'erano tre muri sul lato della xamfrà e cinque sulla facciata del Passeig de Gràcia. Mentre l'edificio originale aveva una mezza terrazza, un mezzanino -quasi al livello della strada- e tre piani, dopo la ristrutturazione sono stati aggiunti un piano supplementare e un padiglione in cima come corona dell'edificio. Dopo il lavoro di Domènech i Montaner, l'edificio fu strutturato in una semi-terrazza, il mezzanino per uso commerciale con accesso da Passeig de Gràcia, il piano principale - che era la casa di famiglia del proprietario - e tre appartamenti in affitto. La formula della "casa de renda", concepita per permettere ai proprietari di vivere al piano principale e agli inquilini negli altri piani, è un modello applicato a gran parte dell'architettura dei grandi edifici dell'Eixample.

### Facciata
L'architetto ha deciso di dissimulare l'asimmetria tra le due parti della facciata e ha posto una tribuna al piano principale, nell'angolo. Sulla terrazza, nello stesso angolo, c'è una torre molto ben decorata con pietra e mosaico, sostenuta da otto pilastri. In questo modo, la vista dell'asse dell'edificio è audace e cerca di simulare una simmetria inesistente. Inoltre, gli spazi hanno proporzioni diverse a seconda del lato che occupano, un fatto che rafforza questo effetto.
Se l'edificio originale era assolutamente regolare nella distribuzione e nelle dimensioni dei muri, la composizione di Domènech è diversa in ogni piano. Al piano terra, ha grandi aperture con soffitti ad arco che offrono spaziose credenze per i locali commerciali al piano terra. All'interno di queste finestre l'autore ha incorporato due eleganti figure femminili - sculture dal chiaro profilo modernista -, e di dimensioni naturali, che sono abbracciate da grandi baldacchini da giardino, opera di Arnau. I pilastri su cui sono sostenuti gli archi sono decorati con leoni e fiori di gelso, simboli del nome del proprietario.
Al piano principale si trova la tribuna cilindrica, che ha quattro colonne ed è coronata in alto dal balcone del primo piano. Alla base di ogni colonna c'era la figura di una fata, opera di Arnau, oggi scomparsa. Su ogni lato, ci sono due pareti di fondo corrispondenti alle grandi stanze del piano principale, che è diviso da colonne cilindriche e da una griglia decorata con decorazioni floreali che racchiudono tutte le colonne.
Al primo e al secondo piano, la larghezza delle finestre diminuisce, creando la sensazione visiva di una forma triangolare su ciascuna delle facciate. I balconi, allungati al primo piano e arrotondati al secondo, sono decorati con una sontuosa decorazione in pietra; questa decorazione combina nuovamente immagini di fiori di gelso e leoni che, in questo caso, fiancheggiano uno scudo araldico. In questa decorazione, spiccano in particolare le figure scolpite sui balconi del primo piano, opera di Arnau. Sono le quattro signore sui balconi laterali, con gli strumenti in mano. Sono allegorie che si riferiscono ai recenti progressi tecnologici: fotografia, elettricità, fonografi e telefoni.
Ci sono anche quattro busti negli archi che portano al balcone centrale - quello sopra la galleria principale - che, secondo García-Martín, potrebbe essere un disegno di Arnau scolpito da Alfons Juyol o Lambert Escaler. Secondo questa versione, sarebbero i membri della famiglia: Francesca Morera, suo figlio Albert Lleó Morera, sua moglie Olinta de Puiguriguer, e Antoni Morera i Busó, lo zio di Francesca che comprò l'edificio e lo lasciò in eredità. Al secondo piano, seguendo la forma arrotondata dei balconi, le pareti laterali sono incorniciate in uno spazio circolare e multilobato, con due piccole calotte femminili in cima. Su ogni lato di queste nicchie, incastonate nel muro, si possono vedere delle specie di grifoni. Su questo piano, il balcone centrale è formato da due pesci rotondi con una ricca decorazione floreale. Tra i due pesci c'era un insieme scultoreo, ora scomparso, di cui si conserva solo una foto; era formato da una colonna scanalata su cui c'è un grande alano che sorregge una scultura con le sue teste e, alla base della colonna, ci sono due bambini di fronte con le mani coperte di fiori.
Il terzo piano ha una decorazione più sobria, senza balconi, con finestre adiacenti che ricordano una galleria. Sulle pareti, la decorazione floreale che copre le aperture di ventilazione continua sul balcone della terrazza dell'edificio, che è rifinito con piccoli pinnacoli.

### Atrio
L'accesso al soppalco, cioè ai locali commerciali, avviene direttamente dall'ultimo arco della facciata di Passeig de Gràcia. Coincide con il progetto originale, anche se tra le ristrutturazioni del 1943 e del 2008 l'ingresso è stato spostato sul retro dell'edificio, distruggendo le colonne che sostengono la galleria principale e mettendo una vetrina al posto della porta d'ingresso che c'era prima.
I piani superiori sono accessibili dalla parte anteriore della finestra. È un accesso unico per tutti i piani senza avere, come in altri edifici, un accesso diretto e differenziato al piano principale. La struttura della scala e la sua decorazione ricordano la contemporanea Casa Navàs di Reus, opera di Domènech i Montaner, che lavorò con gli stessi artigiani.
Il vestibolo è diviso in due parti: la prima parte - conosciuta come passaggio dalla porta - ha una scala che conduce alla seconda parte, formata da una piccola rientranza situata al livello del soppalco. Da questo pianerottolo parte la scala che, circondando l'ascensore situato nel centro, conduce ai piani superiori. La prima parte della sala è riccamente decorata, come per impressionare il visitatore con tale esuberanza. La scala, in tutto lo spazio, ha dei timpani di rame e una parete frontale in mosaico; questo mosaico presenta un disegno seriale con piccoli fiori in bianco e verde, su uno sfondo di colori tenui, in rosa e verde. Tutte le pareti e il supporto si combinano in una pittura decorativa nei toni del marrone, e il mosaico presenta forme che imitano i frutti degli alberi di gelso. Questo primo spazio termina con un arco di pietra trionfale con una decorazione floreale scolpita. L'arco è parzialmente coperto da un timpano, decorato con motivi floreali policromi anche in mosaico.
La parte posteriore del mezzanino, alla fine di questa prima scala, è fatta interamente di mosaico romano con motivi geometrici. Le pareti della tromba delle scale sono dello stesso tono salmone con bordi a graffito. La piattaforma della scala è decorata con piastrelle di ceramica volumetriche che simulano i fiori delle piante da semina. Tutti i mosaici della scala sono opera di Lluís Brú i Salelles.
L'ascensore, in legno decorato in stile modernista, è stato adattato alla legislazione attuale, ma senza perdere il suo stile originale.

### Mezzanine e lo studio Audouard
Il 6 luglio 1905, Pau Audouard inaugura il suo nuovo studio al piano terra della casa Lleó Morera. Lluís Domènech i Montaner, come decoratore, ha incorporato i migliori artigiani: Adrià Gual, che ha realizzato l'ingresso, il «progetto della vetrina» e «due arazzi dai colori brillanti e di grande effetto ornamentale»; lo scultore Alfons Juyol, l'ebanista Joan Busquets (1874-1949), «il lampionaio» Riera; La pittura decorativa di Vilaró; Antoni Rigalt i Blanch (1850-1914) e "Buxeres e Codorniu" fecero le vetrate, e Gaspar Homar (1870-1953) fece i lavori di intarsio.
Il riferimento a un «progetto della vetrina» fatto da un artista come Gual si ritrova nelle affermazioni pubblicitarie che venivano utilizzate dagli studi fotografici per attirare i clienti, come il posizionamento di un tondo sulla facciata, anche luminoso, come fece Nadar a Parigi. Il rispetto per la stessa opera d'arte che l'edificio era, ha portato all'adozione di una soluzione di vetrate colorate moderniste, integrate nella facciata insieme alle sculture di Eusebi Arnau.
Oltre agli aspetti estetici, la nuova galleria fotografica aveva la novità tecnologica dell'illuminazione artificiale, che le permetteva di essere situata a un piano terra - per la comodità dei clienti - e non sul tetto come erano gli studi, per sfruttare il vantaggio della luce naturale.

### Appartamenti
A differenza di altre «case d'affitto» dove il piano principale era molto ricco di decorazioni in contrasto con i più sobri appartamenti in affitto, in questo edificio l'attività degli artigiani è stata mantenuta in modo notevole e tutti hanno elementi ornamentali, vetrate piombate, mosaici romani sul pavimento, soffitti a graffito, camini decorati con legno intagliato e mosaico e simili distribuzione e dimensioni.
L'atrio del piano principale è stato progettato per impressionare il visitatore con una decorazione scultorea negli archi e nei gradini della porta che conducono al resto delle stanze della casa. Si tratta di una decorazione che si estende nel corridoio, dove si trova un arco decorato con un'immagine di San Giorgio che combatte il drago a difesa della fanciulla.
Dal corridoio si accede direttamente alle due ampi saloni con vista sulla strada e sulla tribuna del centro. In queste stanze si concentra gran parte della ricchezza artistica raggiunta da Domènech e dal suo team. Il soggiorno a destra, quello che si affaccia sulla facciata della xamfrà e che serve da sala da pranzo, è decorata con otto pannelli a mosaico e rilievi in porcellana disegnati da Gaspar Homar con l'aiuto di Josep Pey. Rappresentano scene di campagna, quattro di esse con personaggi ispirati a fotografie della famiglia, una con solo un paesaggio e le altre tre con animali e alberi. Sono tasselli colorati realizzati in mosaico da Mario Maragliano, con i volti e le mani delle persone che sono realizzati in un pezzo di porcellana con volume che emerge dal livello del muro fornendo un punto di realismo in mezzo al puntinismo che forma il mosaico. Questi pezzi sono stati disegnati dallo scultore Joan Carreras i Farré ed eseguiti dal ceramista Antoni Serra i Fiter.
L'altra stanza, che si affaccia sulla facciata di Passeig de Gràcia, è stata completamente riempita di cassettoni in legno con preziosi intarsi disegnati da Homar i Pey e costruiti nel laboratorio dell'ebanista Joan Sagarra. Occupando gran parte delle due pareti, c'erano un divano con finestre laterali e un armadio. Al centro della stanza c'era un piccolo tavolo e diverse sedie con e senza braccioli. Sia i mobili che gli arredi sono conservati nel MNAC. La parte superiore della parete era ricoperta di carta da parati e il supporto era decorato con un soffitto a cassettoni di bassorilievi semisferici e decorazioni a intarsio.
Tra il soggiorno e la sala da pranzo c'è uno spazio di forma triangolare con accesso alla tribuna circolare in cima all'edificio e un camino, incorniciato da due posti, all'estremità opposta che aveva una decorazione in legno intagliato. Si tratta di una scena di adorazione dei Re Magi scolpita in legno da Joan Carreras i Farré, con due angeli di metallo in rilievo che la incorniciano e una placca di metallo in alto con le parole: «Venim d'Orient guiats per l'estrella la del alba és ella vos els sol ixent».
Il resto delle stanze sono decorate con pannelli di legno, alcune con ceramiche della fabbrica Pujol i Bausis e altre stuccate con piastrelle a graffito in diverse forme. Le pareti dei corridoi e delle stanze combinano rivestimenti in legno intagliato o decorato con mosaici riccamente dipinti di composizioni floreali, composizioni araldiche e, nel caso del piano principale, elementi che alludono a nomi di famiglia.
La parte posteriore dei piani si affaccia sul cortile interno. Il grande salone situato in questa zona è rifinito in una rotatoria che ha, come unica parete, una parete semicircolare in vetro piombato con una storia pittorica diversa per ogni piano, opera di Rigalt.